# Juigné-sur-Sarthe
Juigné-sur-Sarthe é uma comuna francesa na região administrativa do País do Loire, no departamento de Sarthe. Estende-se por uma área de 20.5 km². Em 2010 a comuna tinha 1 172 habitantes (densidade: 57,2 hab./km²).